# Oscar García Perez
Oscar García Perez, född den 23 december 1966 i Havanna, Kuba, är en kubansk fäktare som tog OS-brons i herrarnas lagtävling i florett i samband med de olympiska fäktningstävlingarna 1996 i Atlanta.